# Tour de Corse 1979
Il Tour de Corse 1979, valevole come Rally di Francia 1979 ,è stata la 10ª tappa del mondiale rally 1979. Il rally è stato disputato dal 2 al 4 novembre in Corsica.
Il francese Bernard Darniche su Lancia Stratos si aggiudica la manifestazione distaccando sul podio finale Jean Ragnotti e Pierre-Louis Moreau.

## Dati della prova
| Rally di Francia 1979               | Rally di Francia 1979                       |
| ----------------------------------- | ------------------------------------------- |
| Denominazione ufficiale             | Tour de Corse - Rallye de France            |
| Tappa N°                            | 10                                          |
| Edizione N°                         | 23                                          |
| Data manifestazione                 | da venerdì 02/11/1979 a domenica 04/11/1979 |
| Paese ospitante                     | Corsica                                     |
| Superficie                          | Asfalto                                     |
| Piloti iscritti                     | 125                                         |
| Partiti                             | 112                                         |
| Arrivati                            | 14 (12,5 % )                                |
| Prove                               | 22                                          |
| La più breve                        | 18,70 km (PS5 Stabaccio)                    |
| La più lunga                        | 101,70 km (PS1 Liamone - Suariccio)         |
| Velocità media minore               | 70,47 km/h (PS18 Cozzano)                   |
| Velocità media maggiore             | 98,13 km/h (PS5 Stabaccio)                  |
| Lunghezza complessiva tappe         | 1,128,90 km (55,3% della distanza totale)   |
| Lunghezza complessiva trasferimento | 911,10 km                                   |
| Distanza totale                     | 2,040.00 km                                 |

## Risultati

### Classifica
| 23º Tour de Corse - Rallye de France 1979 | 23º Tour de Corse - Rallye de France 1979 | 23º Tour de Corse - Rallye de France 1979 | 23º Tour de Corse - Rallye de France 1979 | 23º Tour de Corse - Rallye de France 1979 | 23º Tour de Corse - Rallye de France 1979 | 23º Tour de Corse - Rallye de France 1979 | 23º Tour de Corse - Rallye de France 1979 |
| Classifica generale                       | Classifica generale                       | Classifica generale                       | Classifica generale                       | Classifica generale                       | Classifica generale                       | Classifica generale                       | Classifica generale                       |
| Pos                                       | Pilota                                    | Co-pilota                                 | Auto                                      | Tempo                                     | Distacco                                  | Punti                                     |                                           |
| ----------------------------------------- | ----------------------------------------- | ----------------------------------------- | ----------------------------------------- | ----------------------------------------- | ----------------------------------------- | ----------------------------------------- | ----------------------------------------- |
| 1°                                        | Bernard Darniche                          | Alain Mahé                                | Lancia Stratos HF                         | 14: 36: 46.0                              | 0.0                                       | 20                                        |                                           |
| 2°                                        | Jean Ragnotti                             | Jean-Marc Andrié                          | Renault 5 Alpine                          | 15: 12: 52.0                              | + 36: 06.0                                | 15                                        |                                           |
| 3°                                        | Pierre-Louis Moreau                       | Patrice Baron                             | Porsche 911 SC                            | 15: 23: 06.0                              | + 46: 20.0                                | 12                                        |                                           |
| 4°                                        | Alain Coppier                             | Josépha Laloz                             | Porsche Carrera RS                        | 15: 30: 26.0                              | + 53: 40.0                                | 10                                        |                                           |
| 5°                                        | Michèle Mouton                            | Françoise Conconi                         | Fiat 131 Abarth Rally                     | 15: 53: 38.0                              | + 1: 16: 52.0                             | 8                                         |                                           |
| 6°                                        | Bernard Picone                            | Robert Cianelli                           | Opel Kadett GT/E                          | 16: 09: 29.0                              | + 1: 32: 43.0                             | 6                                         |                                           |
| 7°                                        | Paul Rouby                                | Alain Garçon                              | Renault 5 Alpine                          | 16: 28: 15.0                              | + 1: 51: 29.0                             | 4                                         |                                           |
| 8°                                        | Jean-Pierre Mari                          | Patrick De La Foata                       | Toyota Starlet                            | 16: 41: 56.0                              | + 2: 05: 10.0                             | 3                                         |                                           |
| 9°                                        | Jean Bondrille                            | Vincent Fattaccio                         | Opel Kadett GT/E                          | 16: 44: 44.0                              | + 2: 07: 58.0                             | 2                                         |                                           |
| 10°                                       | Jean-Charles Martinetti                   | Philippe Gabrielli                        | Opel Kadett GT/E                          | 17: 04: 51.0                              | + 2: 28: 05.0                             | 1                                         |                                           |

### Prove speciali
| Giorno                  | Prova | Ora   | Nome                       | Lunghezza | Vincitore                         | Tempo       | V. media   | Leader del rally |
| ----------------------- | ----- | ----- | -------------------------- | --------- | --------------------------------- | ----------- | ---------- | ---------------- |
| Frazione 1 (2 novembre) | PS1   | 14:42 | Liamone - Suariccio        | 101,70 km | Bernard Béguin                    | 1: 16: 53.0 | 79.37 km/h | Bernard Béguin   |
| Frazione 1 (2 novembre) | PS2   | 17:04 | Pisciatello - Stillicione  | 31,40 km  | Bernard Darniche                  | 20: 16.0    | 92.96 km/h | Bernard Darniche |
| Frazione 1 (2 novembre) | PS3   | 18:26 | Aullene - Abbazia          | 99,60 km  | Bernard Darniche                  | 1: 14: 18.0 | 80.43 km/h | Bernard Darniche |
| Frazione 1 (2 novembre) | PS4   | 20:58 | Kamiesh - Col de Bavella 1 | 29,60 km  | Bernard Darniche                  | 23: 04.0    | 77.00 km/h | Bernard Darniche |
| Frazione 1 (2 novembre) | PS5   | 22:20 | Stabaccio                  | 18,70 km  | Bernard Darniche                  | 11: 26.0    | 98.13 km/h | Bernard Darniche |
| Frazione 1 (2 novembre) | PS6   | 23:20 | Sotta - Sartene            | 46,70 km  | Jean-Pierre Nicolas               | 33: 55.0    | 82.61 km/h | Bernard Darniche |
|                         |       |       |                            |           |                                   |             |            | Bernard Darniche |
| Frazione 2 (3 novembre) | PS7   | 00:47 | Aullene - Zicavo 1         | 25,60 km  | Jean-Pierre Nicolas               | 19: 39.0    | 78.17 km/h | Bernard Darniche |
| Frazione 2 (3 novembre) | PS8   | 01:39 | Palneca                    | 51,90 km  | Bernard Darniche                  | 41: 54.0    | 74.32 km/h | Bernard Darniche |
| Frazione 2 (3 novembre) | PS9   | 03:09 | Muracciole - Antisanti 1   | 20,50 km  | Bernard Darniche                  | 14: 43.0    | 83.58 km/h | Bernard Darniche |
| Frazione 2 (3 novembre) | PS10  | 04:10 | Corsigliese - Francardo    | 71,60 km  | Bernard Darniche                  | 52: 11.0    | 82.33 km/h | Bernard Darniche |
| Frazione 2 (3 novembre) | PS11  | 06:13 | Corte - Taverna            | 27,30 km  | Bernard Darniche                  | 20: 01.0    | 81.83 km/h | Bernard Darniche |
|                         |       |       |                            |           |                                   |             |            | Bernard Darniche |
| Frazione 3 (4 novembre) | PS12  | 19:18 | Ponte Nuovo - Barchetta    | 80,10 km  | Jean-Pierre Nicolas               | 1: 04: 30.0 | 74.51 km/h | Bernard Darniche |
| Frazione 3 (4 novembre) | PS13  | 21:21 | Santo Pietro - Novella     | 46,70 km  | Pierre-Louis Moreau               | 35: 54.0    | 78.05 km/h | Bernard Darniche |
| Frazione 3 (4 novembre) | PS14  | 23:53 | Calvi - Evisa              | 101,10 km | Pierre-Louis Moreau               | 1: 14: 17.0 | 81.66 km/h | Bernard Darniche |
|                         |       |       |                            |           |                                   |             |            | Bernard Darniche |
| Frazione 4 (5 novembre) | PS15  | 01:55 | St Roch - Suariccio        | 78,50 km  | Jean Ragnotti                     | 1: 05: 13.0 | 72.22 km/h | Bernard Darniche |
| Frazione 4 (5 novembre) | PS16  | 03:57 | Pisciatello - Albitreccia  | 25,50 km  | Bernard Darniche                  | 18: 42.0    | 81.82 km/h | Bernard Darniche |
| Frazione 4 (5 novembre) | PS17  | 05:52 | Aullene - Zicavo 2         | 25,60 km  | Jean Ragnotti                     | 20: 28.0    | 75.05 km/h | Bernard Darniche |
| Frazione 4 (5 novembre) | PS18  | 06:24 | Cozzano                    | 51,50 km  | Jean Ragnotti Pierre-Louis Moreau | 43: 51.0    | 70.47 km/h | Bernard Darniche |
| Frazione 4 (5 novembre) | PS19  | 07:22 | Muracciole - Antisanti 2   | 20,50 km  | Pierre-Louis Moreau               | 14: 41.0    | 83.77 km/h | Bernard Darniche |
| Frazione 4 (5 novembre) | PS20  | 08:38 | Kamiesh - Col de Bavella 2 | 29,60 km  | Jean Ragnotti                     | 25: 10.0    | 70.57 km/h | Bernard Darniche |
| Frazione 4 (5 novembre) | PS21  | 10:00 | Quenza - Col de Sta Giulia | 86,40 km  | Alain Coppier                     | 1: 06: 48.0 | 77.60 km/h | Bernard Darniche |
| Frazione 4 (5 novembre) | PS22  | 11:50 | Calvese - Agosta Plage     | 58,80 km  | Alain Coppier                     | 45: 39.0    | 77.28 km/h | Bernard Darniche |